# 킹 압둘라 2세 스타디움
킹 압둘라 II 스타디움(영어: King Abdullah II Stadium, 아랍어: ملعب الملك عبد الله الثاني)은 요르단의 수도인 암만에 위치한 경기장이다. 1998년에 완공되었으며 수용 인원은 18,000명이다. 요르단 축구 국가대표팀과 알웨흐다트 SC의 홈 구장으로 사용되고 있다.